# NGC 1133
NGC 1133 je galaksija u zviježđu Eridan.

## Vanjske poveznice
- SEDS: NGC 1133